# La pattuglia del tempo
La pattuglia del tempo (The Time Patrol, 1991) è una raccolta di racconti di fantascienza di Poul Anderson scritti a partire dagli anni cinquanta, incentrati sul tema dei viaggi nel tempo. È un ampliamento della precedente antologia I guardiani del tempo (Guardians of Time, 1960), che raccoglieva i primi quattro racconti.

## Trame
I racconti narrano altrettante avventure nel tempo di Manse Everard, ingegnere meccanico statunitense, arruolato nel 1954 nel Cronoservizio, un corpo di polizia che ha lo scopo di proteggere il continuum spazio temporale da deliberate modifiche che potrebbero danneggiarlo o cancellare la civiltà umana e la sua evoluzione, i Danelliani, superuomini del futuro.
Infatti, anche se il continuum è flessibile a modifiche di portata limitata, e tende a ritrovare la stabilità, esso potrebbe subire una rottura in caso di gravi paradossi.
Everard cronodetective
(Time Patrol, 1955)
Vi si narra l'arruolamento e l'addestramento di Manse Everard e la sua prima avventura temporale, culminata con l'incontro con un Danelliano.
Nel tempo di Ciro il Grande
(Brave to Be A King, 1959)
Keith Denison, agente del Cronoservizio, scompare e Everard accetta l'incarico di cercarlo. Lo trova nel 542 a.C., e scopre che Keith è Ciro il Grande, re della Persia.
La scoperta sbagliata
(The Only Game In Town, 1960)
I Danelliani ordinano di causare il fallimento di una missione allestita da Kublai Khan che potrebbe causare un'invasione cinese del continente americano.
Il mondo che non poteva esistere
(Delenda Est, 1955)
Di ritorno nel 1960 da una vacanza nell'Europa ai tempi dell'Uomo di Cromagnon, Everard si ritrova in una Manhattan del tutto diversa dalla attuale. L'America è popolata da una nazione di cultura e lingua celtica. Alcuni Neldoriani hanno infatti causato la sconfitta di Roma nelle guerre puniche. Il racconto porta ad un'interessante riflessione sul ruolo della conquista romana dell'Europa nella società occidentale e nella storia del mondo.
Le cascate di Gibilterra
All'epoca della formazione del Mar Mediterraneo, Everard deve risolvere un complicato paradosso temporale causato da un agente disposto a tutto per salvare la donna che ama.
Avorio, e oro e pavoni
Il Cronoservizio riceve un messaggio da un gruppo di criminali: vogliono i dettagli per la costruzione di un'arma del futuro in grado di distruggere un intero pianeta, altrimenti causeranno la fine anticipata della civiltà fenicia e con essa del mondo come lo conosciamo.
Il dolore di Odino
Un agente incaricato di studiare le civiltà protogermaniche, dopo aver generato una discendenza nel passato ha preso l'abitudine di mostrarsi ai suoi discendenti nei panni del Viandante, Odino, causando la nascita di un celebre mito nordico.
Stella del mare
Una copia delle Storie di Tacito riporta una strana variazione riguardo Velleda. Everard e una sua collega si trasferiscono nel passato per ricucire lo strappo temporale che scopriranno essere stati loro stessi a generare.
L'anno del riscatto
Un guerriero di Pizarro si impadronisce di un trasferitore, una macchina del tempo, e intende usarlo per fare della Spagna la padrona del mondo.

## Edizioni
- Poul Anderson, I guardiani del Tempo, traduzione di Andreina Negretti, collana Urania Classici n° 3, Arnoldo Mondadori Editore, 1977,  p. 202. Copertina di Karel Thole.
- Poul Anderson, The Time Patrol, Tor, 1991.
- Poul Anderson, La pattuglia del tempo, traduzione di Andreina Negretti, Vittorio Curtoni, collana Urania Collezione n° 26 30, Arnoldo Mondadori Editore, 2005,  pp. 364+383, ISSN 17216427. Pubblicato in due volumi.